# Skotsk whisky
Skotsk whisky (en: Scotch Whisky) betegner whisky fra Skotland.
Ifølge britisk lov skal en whisky blandt andet opfylde tre betingelser for, at den må kaldes Scotch Whisky:
- Whiskyen skal være lagret i mindst tre år på egetræsfade
- Lagringen skal være sket på et toldregistreret lager i Skotland
- Alkoholprocenten skal være på mindst 40

## Whiskytyper
Skotsk whisky opdeles i følgende hovedtyper:
- Grainwhisky er destilleret kontinuerligt til høj alkoholstyrke på enten hvede eller majs – bruges til at blende med. Grain whisky har let krop og smag, men er ikke neutral, og den lagres på egefade i mindst tre år.
- Maltwhisky
- Blended whisky

## Skotske regioner
Skotsk whisky inddeles efter det område, den er produceret i. Traditionelt i følgende områder:
- Highlands
- Speyside
- Lowlands
- Campbeltown
- Øen Islay
- Nogle mindre øer (fx Isle of Skye, Jura og Orkney)

Opdelingen er uofficiel – i modsætning til fx klassifikationen af Cognac – distrikter.

## Klassikerne
Classic Malts of Scotland er seks singlemaltprodukter, som siden 1988 er markedsført af United Distillers and Vintners (UDV). Alle seks "Classic Malts" aftappes i "Distiller's editions", som er lagret på specielle fade:
| Whisky      | Alder    | Alkholprocent | Område        | Fadtype              |
| ----------- | -------- | ------------- | ------------- | -------------------- |
| Dalwhinnie  | 15 years | 43 %          | Highlands     | Oloroso              |
| Talisker    | 10 years | 45.8 %        | Isle of Skye  | Amoroso sherry       |
| Cragganmore | 12 years | 40 %          | Speyside      | Portvin              |
| Oban        | 14 years | 43 %          | West Highland | Montilla sherry      |
| Lagavulin   | 16 years | 43 %          | Islay         | Pedro Ximénez sherry |
| Glenkinchie | 12 years | 43 %          | Lowlands      | Amontillado          |

De seks mærker er udvalgt, så nogle karakteristiske træk for hvert område er repræsenteret. UDV's regioner afviger en smule fra andre klassifikationer, bl.a. fordi West Highland blev indført for at skelne mellem Oban og Dalwhinnie. Talisker er det eneste destilleri på Isle of Skye.

## Ejerskab af destillerier
Ifølge en rapport fra 2016 var det kun 20% af whisky, der blev fremstillet der var ejet i Skotland. Destillerier ejet af Diageo, London-baseret firma, producerede 40% af alt skotsk whisky, med over 24 forskellige varemærker som Johnnie Walker, Oban og Talisker. Yderligere 20% af produkterne blev fremstillet af destillerier ejet af Pernod Ricard fra Frankrig, inklusive mærker som Glenlivet, Chivas Regal og Ballantine's. Der er også mindre destillerier, der er ejet af udenlandske virksomheder som Benriach der ejes af Brown-Forman Corporation i Kentucky, USA. Skotsk whisky skal dog stadig være produceret ifølge de nuværende regler i forhold til lagring, produktion osv., for at sikre, at det bliver i Skotland.
De fleste destilleri sælger store mængder whisky i tønder til at blande, og nogle gange til private købere. Whisky fra denne slags tønder bliver nogle gange solgt som single malt af uafhængige aftapningsfirmaer som Duncan Taylor, Master of Malt, Gordon & MacPhail, Cadenhead's, The Scotch Malt Whisky Society, Murray McDavid, Berry Bros. & Rudd, Douglas Laing og andre. De får normalt destilleriets navn, men bruger ikke deres logoer eller typografi.